# Daniel Craig
Daniel Wroughton Craig, més conegut com a Daniel Craig, (Chester, 2 de març de 1968) és un actor de cinema, teatre, televisió i veu anglès.
Deu el seu notorietat especialment per ser el sisè actor i actual, en encarnar al cinema al personatge James Bond de l'escriptor Ian Lancaster Fleming, en les adaptacions oficials de les pel·lícules produïdes per EON Productions: Casino Royale (2006), Quantum of Solace (2008), Skyfall (2012) i Spectre (2015). El paper de Bond el va elevar al nivell d'estrella internacional, encara que inicialment va ser rebut amb escepticisme, és un actor molt aclamat per la crítica, que li va valer una nominació al premi BAFTA, el que l'ha convertit a ser un dels actors amb més guanys de la indústria cinematográfica.
Mundialment famós pels seus papers en pel·lícules d'acció i aventures, Craig va ser instruït en la companyia britànica National Youth Theatre i es va graduar a la Guildhall School of Music and Drama, de música i interpretació de Londres, on va començar la seva carrera a l'escenari. Va debutar al cinema amb The Power of One (1992) i anys més tard va atreure l'atenció de la indústria cinematogràfica internacional en intervenir en pel·lícules com Lara Croft: Tomb Raider (2001), Road to Perdition (2002) de Sam Mendes, Crim organitzat (Layer Cake) (2004), Múnic (2005) de Steven Spielberg, Resistència (2008) o Millennium: Els homes que no estimaven les dones (2011).
Daniel Craig ha estat triat en diverses ocasions com un dels homes més ben vestits. Una de les escenes de Craig en la pel·lícula Casino Royale, on ell apareix sortint del mar usant roba de bany, li va servir per etiquetar-lo com un home símbol sexual de la década. Quant als seus honoraris, la revista Men's Vogue va publicar que Craig era una de les celebritats amb millor sou britàniques, i que seguia en ascendència i que Craig encapçalava el Top 5 de la llista dels actors més ben pagats de Hollywood.

## Infantesa

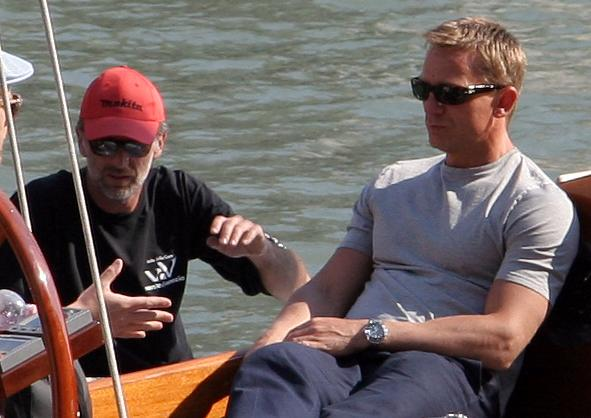
Craig en 2006 a Venècia, durant un descans en el rodatge de Casino Royale.

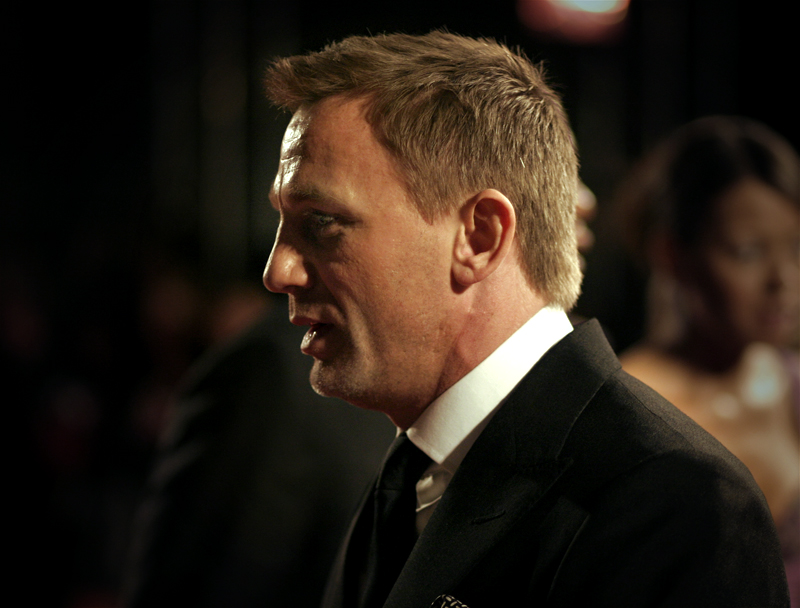
Daniel Craig en els Premis BAFTA de 2007.

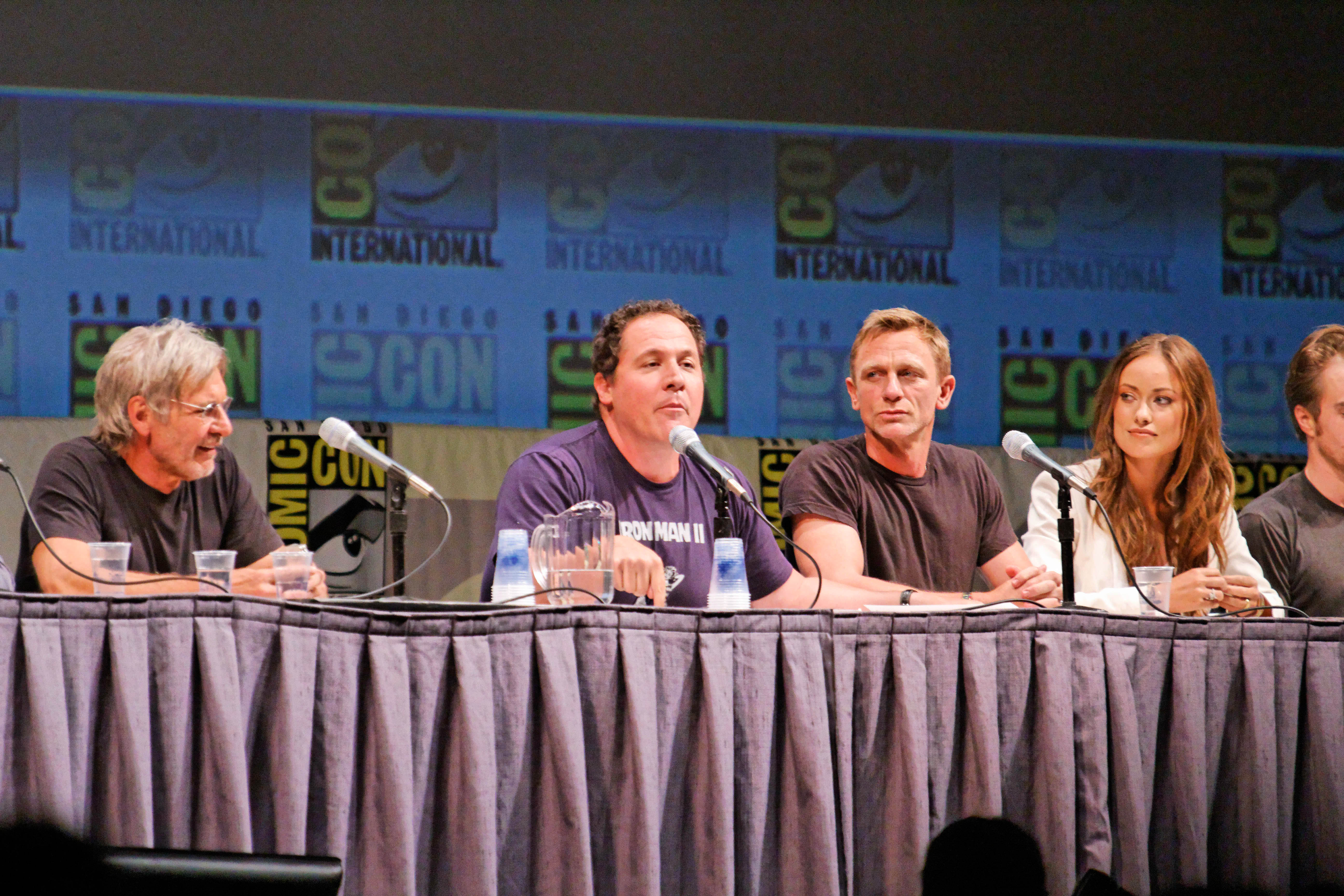
Craig en la presentació de la pel·lícula Cowboys & Aliens en el Comic-Con de 2010, amb Olivia Wilde, Harrison Ford i Jon Favreau.

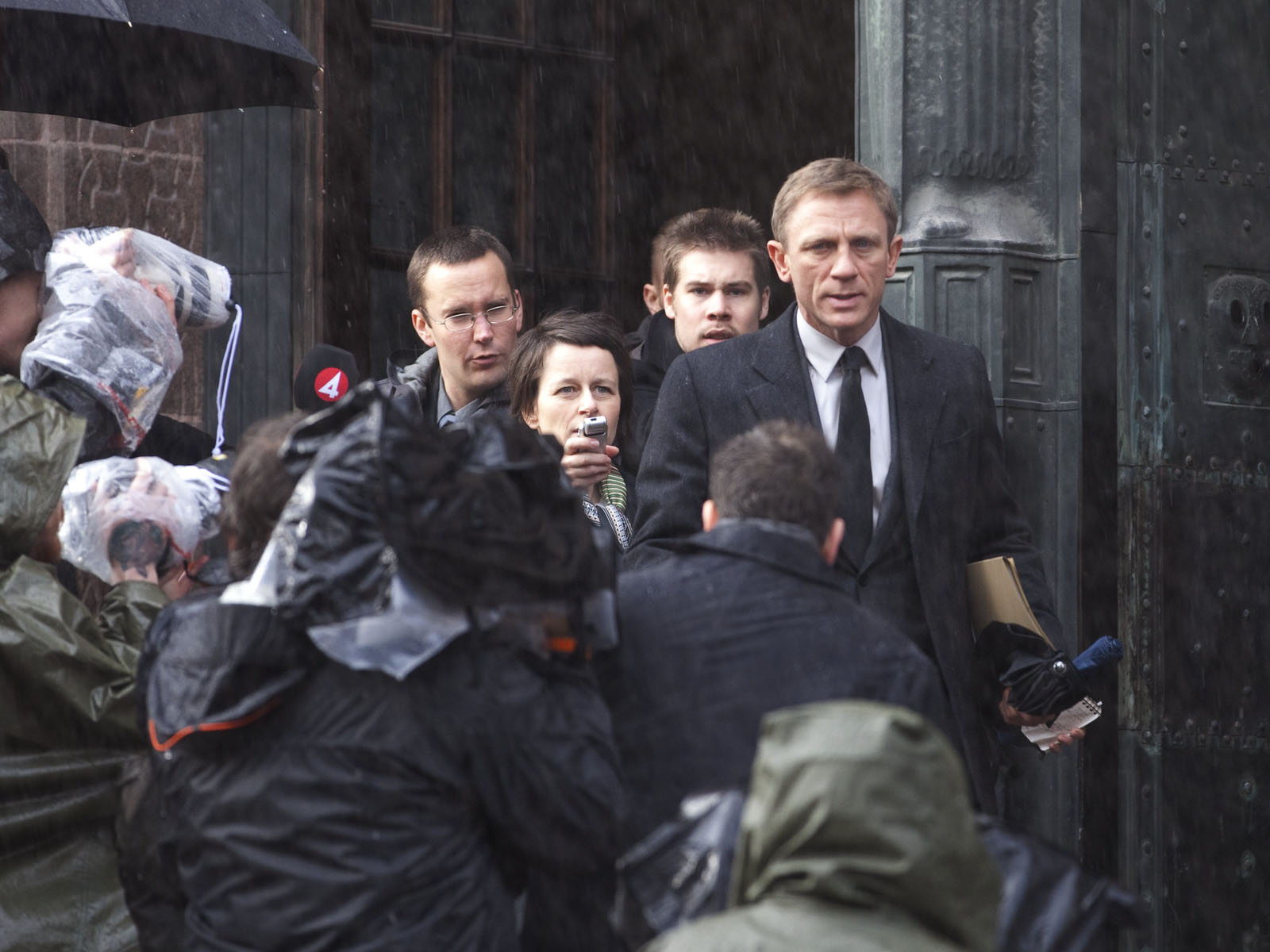
Craig en 2011 a Estocolm, durant el rodatge de Millenium.

Craig va néixer el 2 de març de 1968 al número 41 de Liverpool Road, a Chester, Cheshire, Anglaterra. La seva mare, Carol Olivia Williams, era una professora d'art, i el seu pare, Timothy John Wroughton Craig, era el propietari dels pubs «Ring O 'Bells» a Frodsham i el «Boot Inn» a Tarporley, tots dos al districte de Cheshire, havent servit com guardiamarina en la marina mercant. Té una germana gran nascuda el 1965 anomenada Lea Craig.
Els pares de Craig eren d'ascendència de Gal·les. També té ascendència francesa. El ministre Daniel Chamier i Sir William Burnaby estan entre els seus avantpassats. El segon nom de Craig, Wroughton, prové de la seva tatara-tatara-àvia anomenada Grace Matilda Wroughton. Els avis de Craig van lluitar en la Segona Guerra Mundial; un a la Royal Air Force a Sibèria, i l'altre a Alemanya.
Els seus pares es van divorciar en 1972, Craig amb quatre anys i la seva germana Lea, que en tenia cura, van viure amb la seva mare des de llavors, traslladant-se a la ciutat de Liverpool.

## Estudis
Criat a la península de Wirral, al nord-oest d' Anglaterra.
Craig va assistir al Frodsham Church of England Primary School de Frodsham ia la Holy Trinity Primary School de Hoylake, al comtat de Merseyside.
Més tard, va assistir al Hilbre High School a West Kirby, Merseyside. En acabar la seva educació secundària obligatòria a l'edat de 16 anys a l'escola de secundària Hilbre, es va matricular per poc temps en el Calday Grange Grammar School, situat a Caldy Hill de la ciutat de West Kirby i va jugar rugbi en l'equip Hoylake Rugby Club.
Craig va començar a actuar en obres de teatre escolars a l'edat de sis anys, en Frodsham va debutar amb l'obra «Oliver!», Ja que el seu interès per l'actuació va estar fortament motivada per les visites que feia a la seva mare en el Everyman Theatre del centre de Liverpool. La seva mare va ser la força impulsora darrere de les seves aspiracions artístiques. A l'edat de 16, Craig va ser admès després d'una audició al National Youth Theatre, pel que va deixar l'escola Calday, i es va traslladar a Londres, on va treballar a temps parcial en restaurants per finançar la seva formació.
Més tard, després de múltiples intents d'audició en escoles de teatre, va ser acceptat a la Guildhall School of Music and Drama al Barbican Centre, Londres, on es va graduar en la Llicenciatura d'Arts en 1991 després de tres anys d'estudi sota les lliçons de l'actor Colin McCormack. Durant la seva estada a l'escola Guildhall el 1988 va compartir aula amb l'actor escocès Ewan McGregor.

## Pla personal
El 1992, Craig es va casar amb l'actriu Fiona Loudon, amb qui va tenir una filla, Ella Craig Loundon. El matrimoni va acabar en divorci el 1994.
Després del seu divorci, va mantenir una relació de set anys amb l'actriu alemanya Heike Makatsch, acabant en 2001.26 Posteriorment, amb la productora de cinema Satsuki Mitchell des de 2005 fins al a 2010.
Craig i l'actriu Rachel Weisz havien estat d'amics durant 20 anys, i van treballar junts en la pel·lícula Dream House, on al set de rodatge va sorgir l'amor. Van començar a sortir al desembre de 2010 i es van casar sis mesos després, el 22 de juny de 2011, en una cerimònia privada la ciutat de Nova York, amb tan sols quatre convidats, d'entre ells la filla de Craig, que tenia 18 anys i el fill de Weisz, Henry, de 5 anys.

## Filmografia
- 1992: The Power of One, de John G. Avildsen
- 1995: Un noi a la cort del rei Artús, (A Kid in King Arthur's Court), de Michael Gottliebs
- 1996: Saint-Ex
- 1997: Obsession, Peter Sehr
- 1998: Amor i passió (Love and Rage), de Cathal Black
- 1998: Elisabet, de Shekhar Kapur
- 1999: The Trench, de William Boyd.
- 2000: El somni d'Àfrica (I Dreamed of Africa), Hugh Hudson
- 2000: Some Voices, de Simon Cellan Holmes
- 2000: Hotel Splendide, de Terence Gross
- 2001: Lara Croft: Tomb Raider, de Simon West
- 2002: Road to Perdition, de Sam Mendes
- 2002: Ten Minutes Older: The Cello, de Michael Radford
- 2003: The Mother, de Roger Michell
- 2003: Sylvia, de Christine Jeffs
- 2004: L'intrús (Enduring Love), de Roger Michell
- 2004: Crim organitzat (Layer Cake), de Matthew Vaughn
- 2005: The Jacket, de John Maybury
- 2005: Sorstalansáng (Camps d'esperança), de Lajos Koltai
- 2005: Munich, de Steven Spielberg
- 2006: Reinassance, de Christian Volckman
- 2006: Història d'un crim, de Douglas McGrath
- 2006: Casino Royale, de Martin Campbell
- 2007: The Invasion, d'Oliver Hirschbiegel i James McTeigue
- 2007: La brúixola daurada, de Chris Weitz
- 2008: Flashbacks of a Fool, de Baillie Walsh
- 2008: Quantum of Solace, de Marc Forster
- 2008: Resistència, d'Edward Zwick
- 2011: Cowboys & Aliens, de Jon Favreau
- 2011: Dream House, de Jim Sheridan
- 2011: Millennium: Els homes que no estimaven les dones, de David Fincher
- 2011: Les aventures de Tintín: el secret de l'unicorn, de Steven Spielberg
- 2012: Skyfall, de Sam Mendes
- 2015: Spectre, de Sam Mendes
- 2015: Star Wars episodi VII: El despertar de la força, de J. J. Abrams
- 2017: Logan Lucky, de Steven Soderbergh: com a Joe Bang
- 2017: Kings, de Deniz Gamze Ergüven
- 2019: Knives Out, de Rian Johnson: com a Benoit Blanc
- 2020: No Time to Die, de Cary Joji Fukunaga: com a James Bond